# Капитолий штата Аризона
Капито́лий шта́та Аризо́на (англ. Arizona State Capitol) находится в городе Финикс (Phoenix) — столице штата Аризона (State of Arizona). Он был построен в 1899—1900 годах, и в нём проводила свои заседания Легислатура Аризоны, состоящая из Палаты представителей и Сената штата Аризона. В настоящее время в основном здании находится музей. Для заседаний Палаты представителей и Сената штата Аризона используются два отдельных здания, находящиеся рядом с Капитолием и построенные примерно в 1960 году. С западной стороны к Капитолию пристроено дополнительное 9-этажное здание State Capitol Executive Tower («башня исполнительной власти»), в котором находится офис губернатора Аризоны и другие службы.

## История
В 1889 году столица Территории Аризона была перенесена из Прескотта в Финикс. Первое время заседания легислатуры проходили в помещениях ратуши Финикса (Phoenix City Hall). Земля для строительства Капитолия была выделена в 1891 году. На конкурсе проектов Капитолия был выбран дизайн архитектора из Сан-Антонио Джеймса Рили Гордона, а руководителем строительства был назначен Томас Ловелл (Thomas Lovell). Строительство Капитолия началось 16 февраля 1899 года, и было завершено 17 августа 1900 года. Официальное открытие Капитолия состоялось 25 февраля 1901 года. Стоимость постройки составила 136 000 долларов.
14 февраля 1912 года Аризона официально становится штатом в составе США.
29 октября 1974 года основное здание Капитолия штата Аризона было внесено в Национальный реестр исторических мест США под номером 74000455.

## Фотогалерея

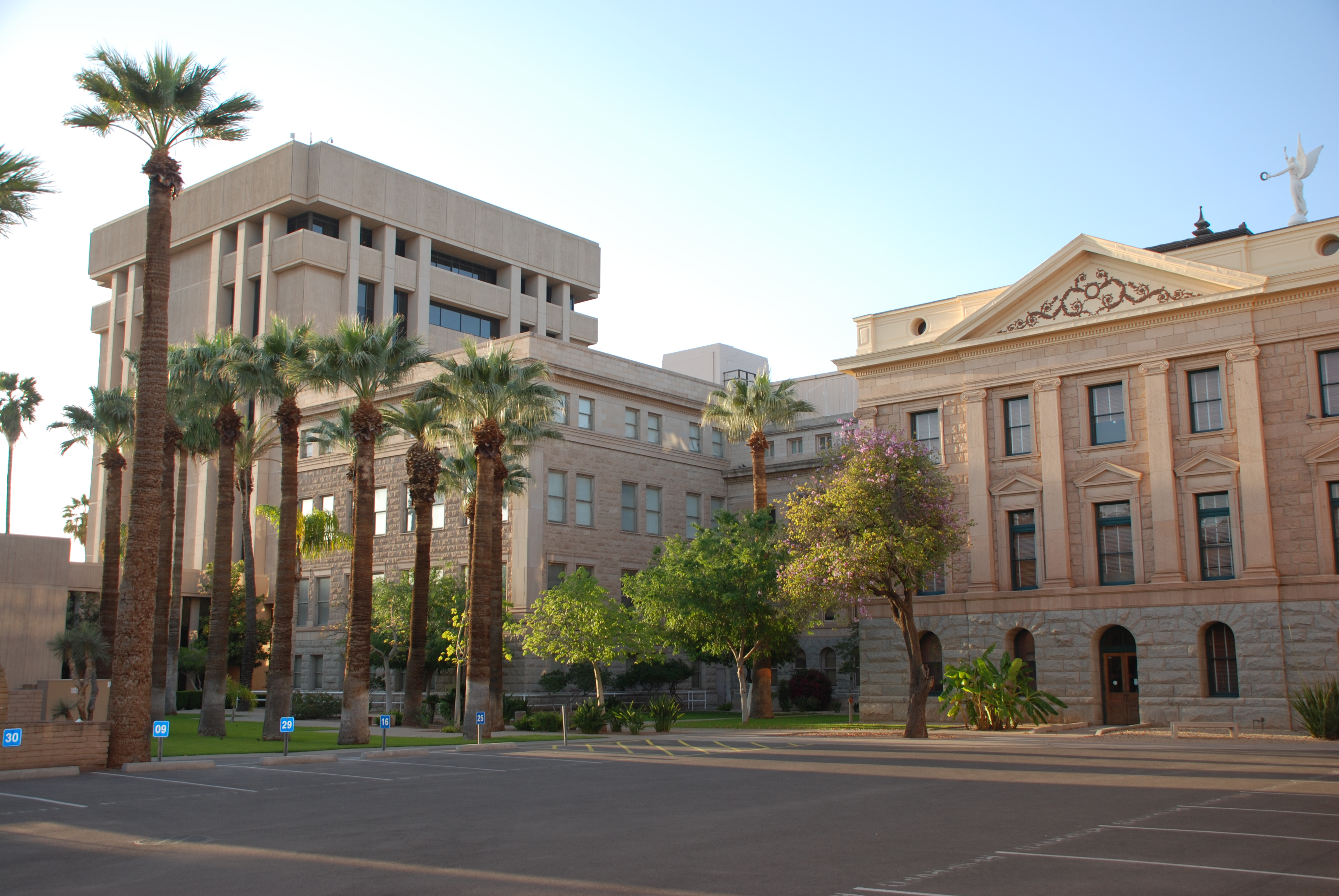
Капитолий и башня исполнительной власти
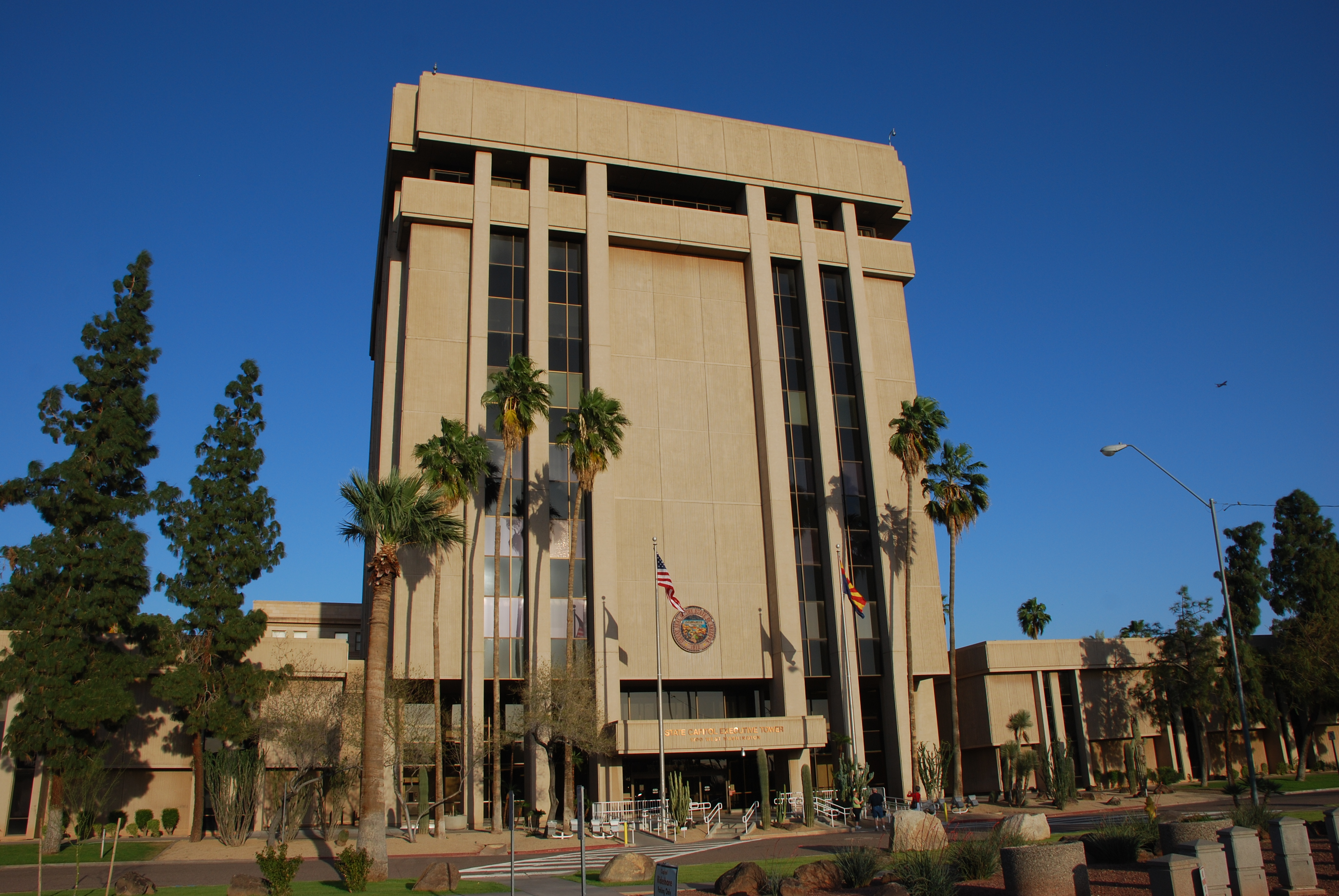
Башня исполнительной власти Капитолия
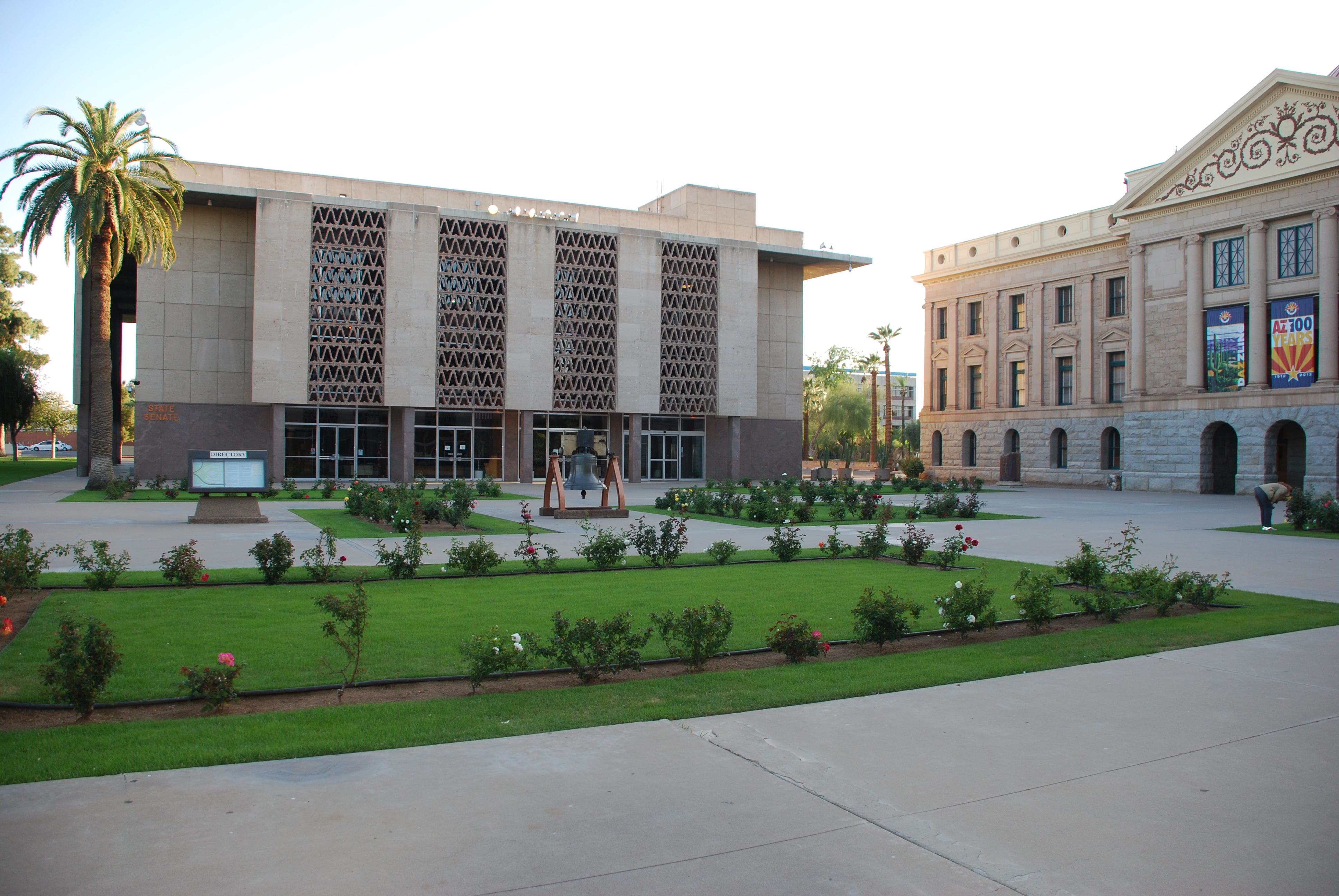
Капитолий и здание Сената штата
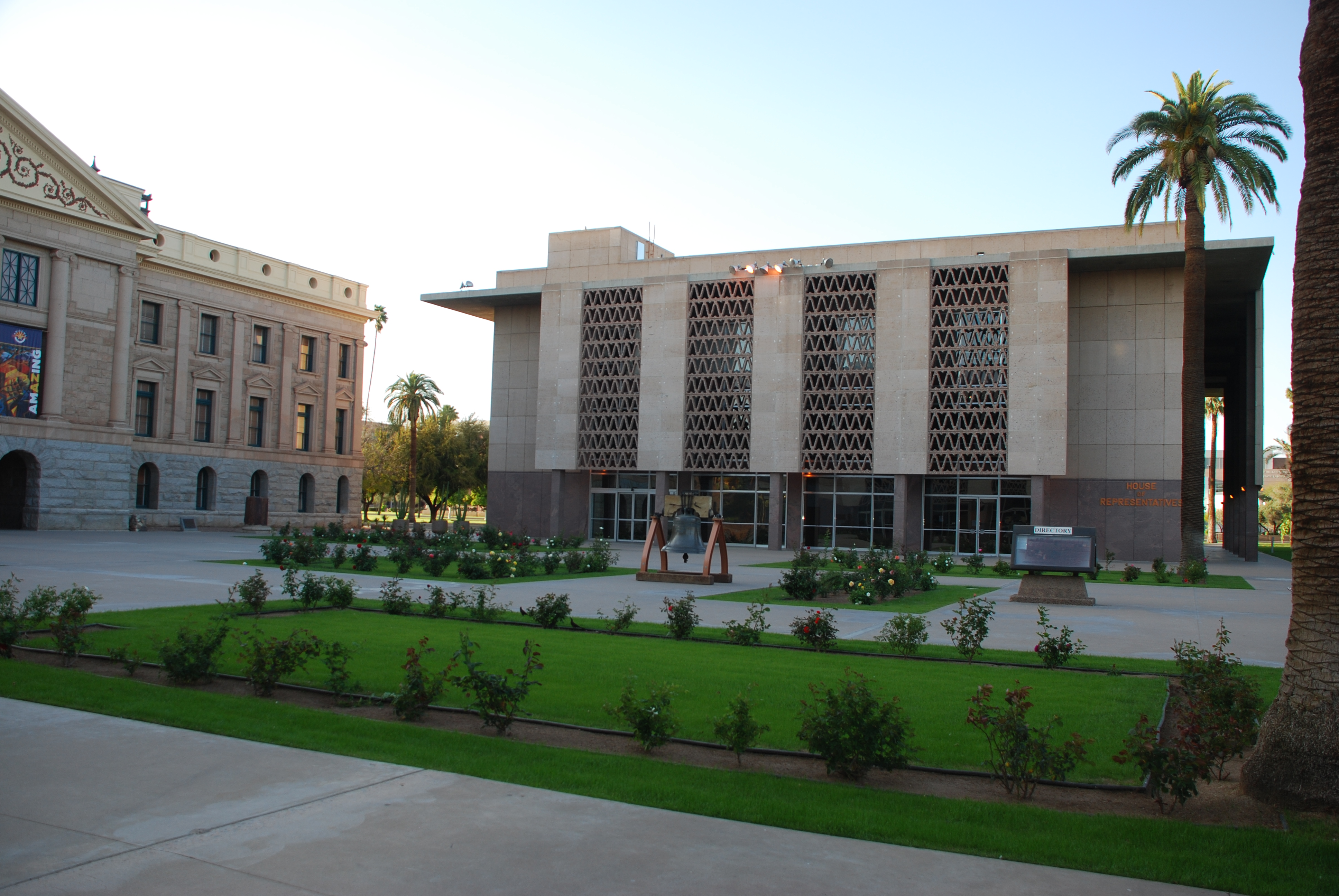
Капитолий и здание Палаты представителей